# Museu Antropológico Estácio de Lima
O Museu Antropológico Estácio de Lima é um museu brasileiro, localizado em Salvador, na Av. Centenário, 990, no bairro dos Barris, no mesmo prédio do Instituto Médico Legal Nina Rodrigues.
Também é conhecido de Museu Nina Rodrigues por estar localizado no prédio do Instituto com este nome.
Possui acervo médico legal, indígena, cangaceirismo (armas e objetos pessoais de Lampião e Antônio Conselheiro), armas da PF e amostras de tóxicos. .